# Melcher-Dallas
Melcher-Dallas – miasto w Stanach Zjednoczonych, w stanie Iowa, w hrabstwie Marion. W 2000 liczyło 1298 mieszkańców.